# Montague Roadhouse
Das Montague Roadhouse ist eines der letzten erhaltenen der ehemals 52 Rasthäuser zwischen Dawson und Whitehorse im Yukon, im äußersten Nordwesten Kanadas.

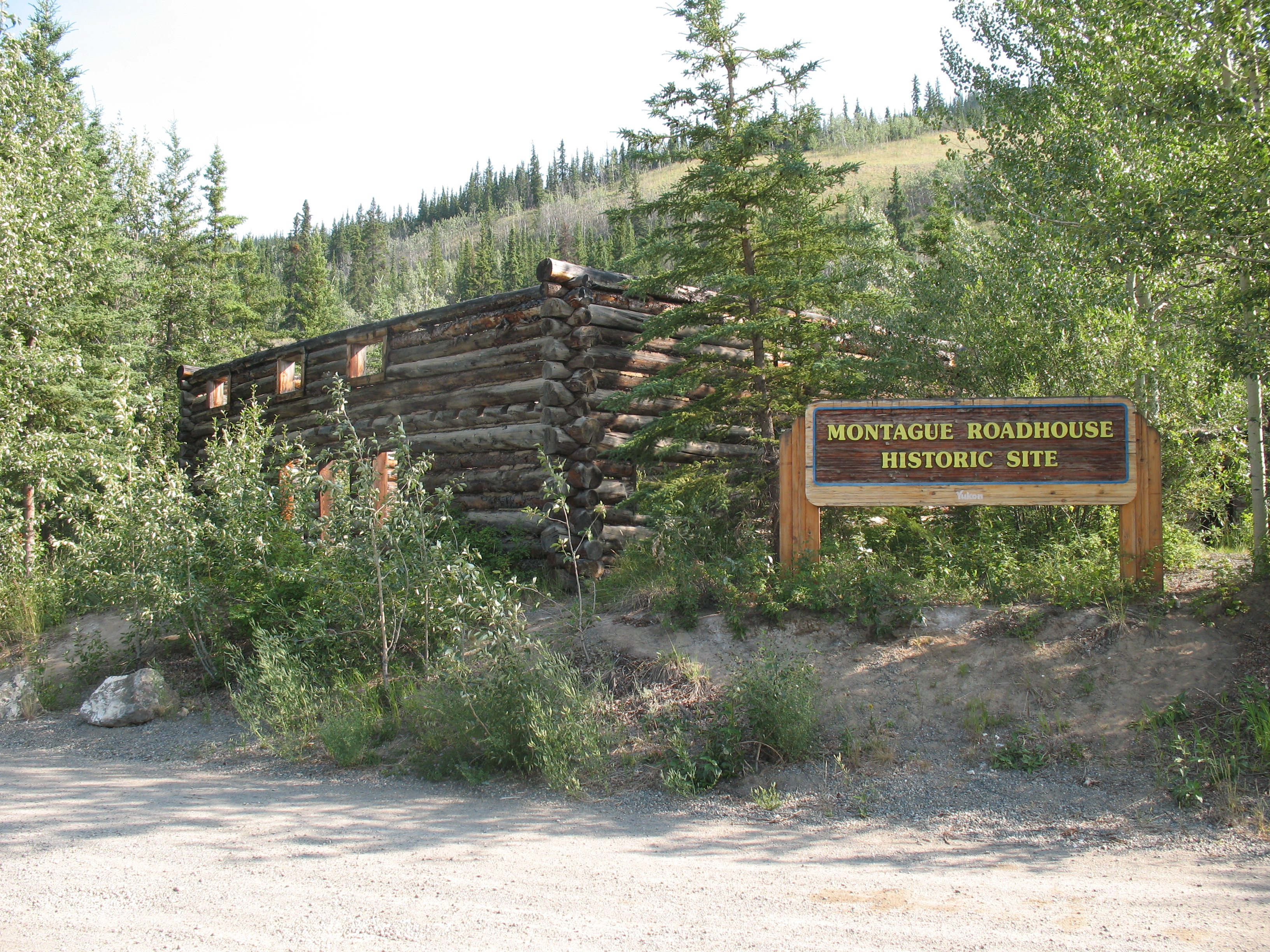
Die Straßenseite des Road-Hauses im Jahr 2009

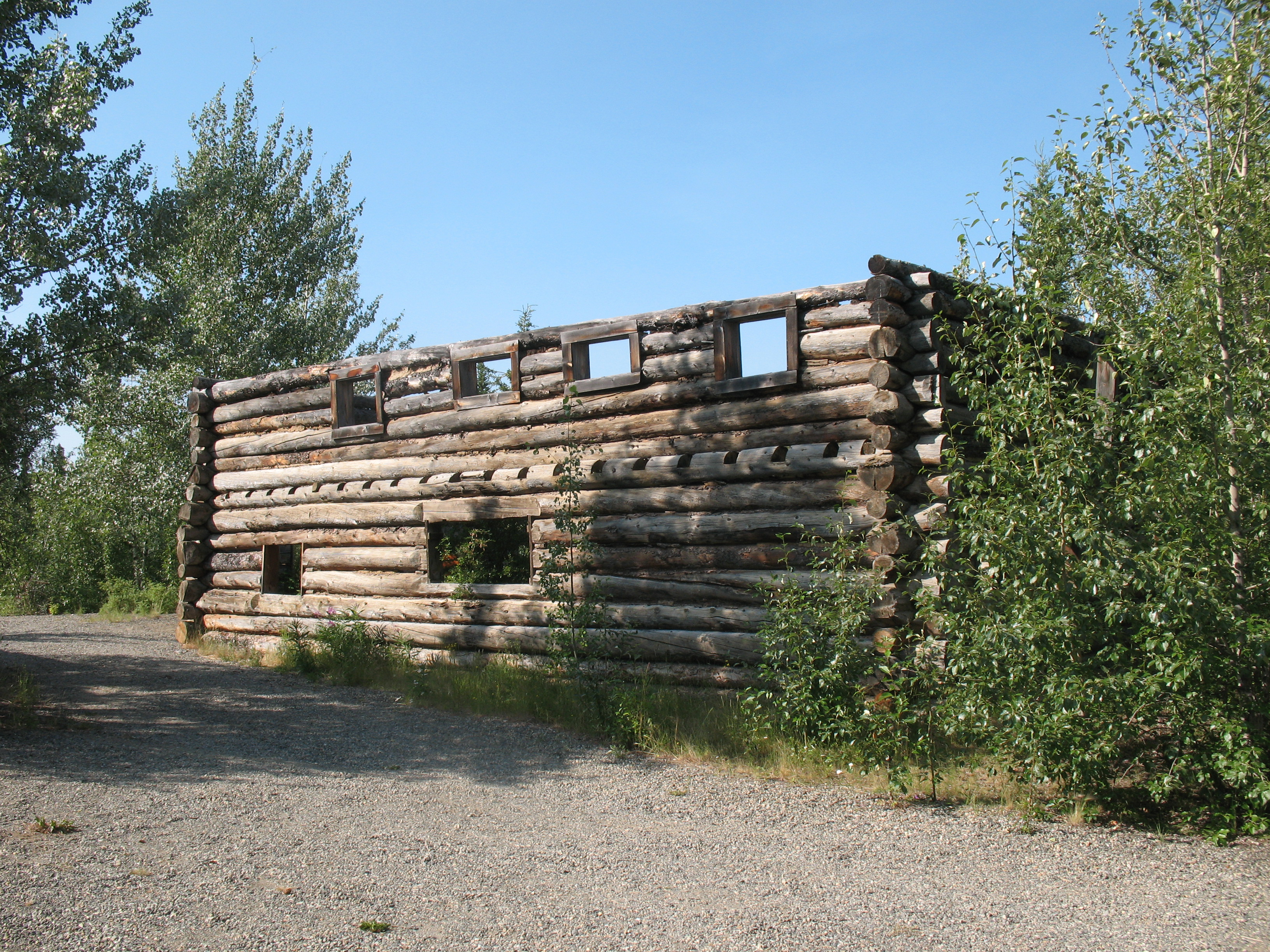
Rückseite

Ein Vorgängerbau war 1900 entstanden, um die Goldsucher im Rahmen des Klondike-Goldrauschs mit Ausrüstungsgegenständen, Nahrungsmitteln und sonstigen Gütern zu versorgen. Doch fiel er einem Brand zum Opfer. Auch der Nachfolgebau, der unweit vom alten Standort errichtet wurde, brannte 1909 ab. Das noch heute bestehende Roadhouse, das die Montague Roadhouse Historic site bildet, entstand 1915 und diente bis in die 50er Jahre als Versorgungsbasis entlang des heutigen Northern Highway, der Whitehorse mit Dawson verbindet. 
1902 hatte die Regierung des Territoriums Yukon mit der White Pass and Yukon Railway einen Vertrag geschlossen, der die Eisenbahngesellschaft zum Bau eines Winterpfades nach Dawson verpflichtete, sowie zur Verteilung der Post im Winter. Roadhäuser entstanden etwa alle 30 bis 40 km entlang des Overland Trail, das Montague Roadhouse steht bei km 322,4.

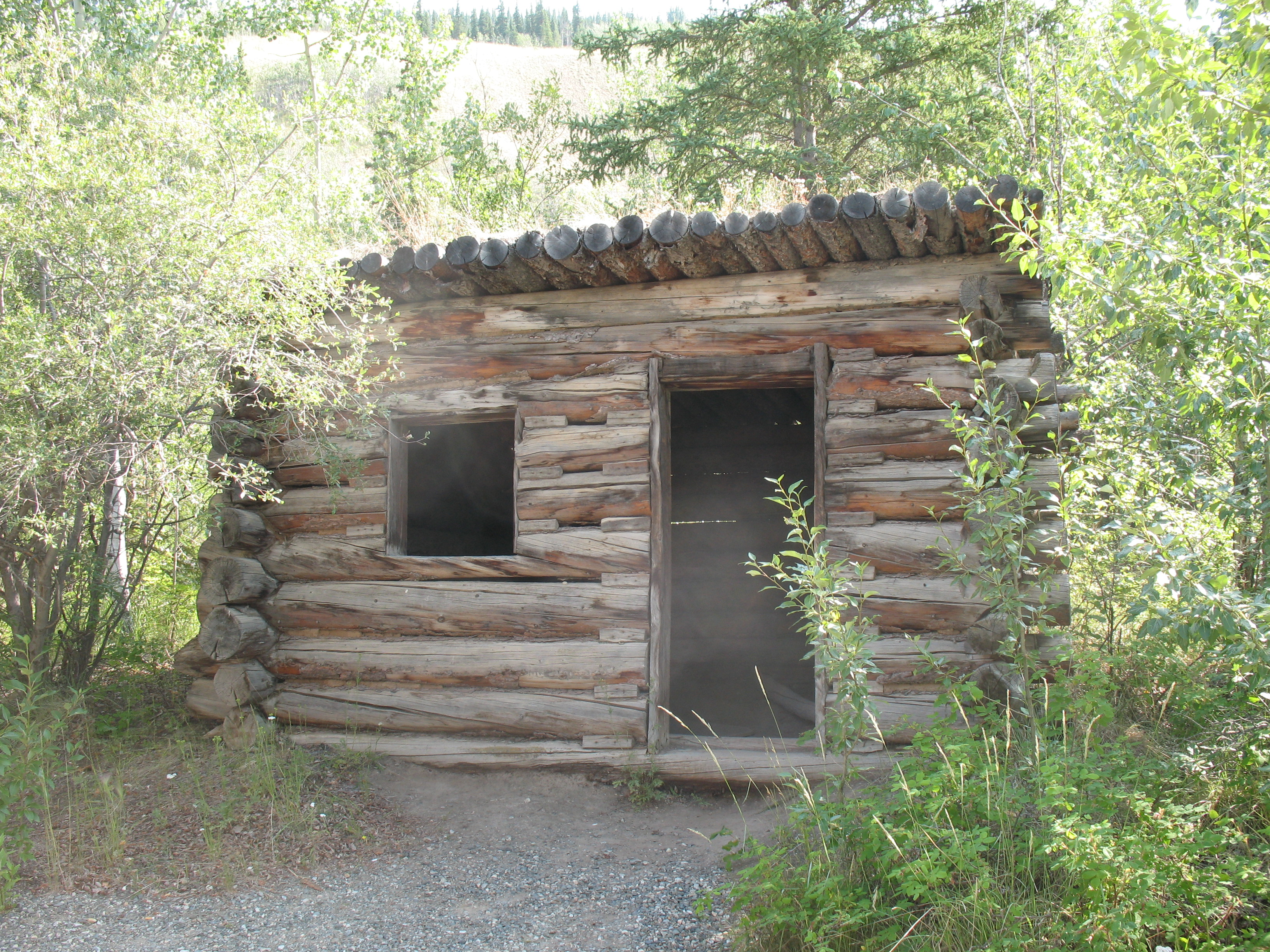
Nebengebäude

Nicht nur Reisende, die auf eigene Faust verkehrten, nutzten solche Roadhäuser, sondern auch die Post mit ihren Kutschen. Ihre Passagiere zahlten 1,50 Dollar für eine Mahlzeit und einen Dollar für eine Übernachtung. Die Kutschen fuhren dabei von 6 Uhr morgens bis 6 Uhr nachmittags über die 530 km lange Straße. Dabei konnten sie je nach Bedarf von Rädern auf Kufen umgebaut werden. Die Fahrt kostete 125 Dollar pro Weg. Dazu unterhielt die Eisenbahngesellschaft bis zu 275 Pferde, die mit einer Art Metallschuhen versehen wurden, um auf dem oftmals glatten Untergrund Halt zu finden. An besonders kalten Tagen trugen nicht nur die Kutscher Pelze, sondern auch die Pferde wurden zum Teil eingehüllt. Die Fahrt dauerte bei Schnee rund fünf Tage, ohne Schnee etwa siebeneinhalb Tage.
Küche und Speiseraum waren dabei im Erdgeschoss, Schlafräume im oberen Stock zu finden. Zwei Öfen, die mit Holz befeuert wurden, erwärmten das Haus, das von innen mit Leinentüchern ausgekleidet wurde, um es aufzuhellen und herabfallendes Moos aufzufangen.